# 丸正製粉
丸正製粉株式会社（まるしょうせいふん）は、岡山県岡山市南区の岡南工業地帯に本社を置く製粉会社である。

## 工場
- 本社工場（岡山市南区）
- 食品工場（岡山県瀬戸内市）

## 営業所
- 広島営業所（広島市西区）